# Judo als Jocs Olímpics d'estiu de 1964
Als Jocs Olímpics d'Estiu de 1964 celebrats a la ciutat de Tòquio (Japó) es disputaren 4 proves de judo, sent la primera vegada que aquest esport formava part del programa olímpic. La competició, únicament oberta a la categoria masculina, es disputà el dia 20 d'octubre de 1964 al pavelló Nippon Budokan, construït per a l'ocasió.

## Comitès participants
Participaren un total de 72 judoques de 27 comitès nacionals diferents.
| - Alemanya (4) - Argentina (3) - Austràlia (4) - Àustria (3) - Brasil (1) - Canadà (1) - Corea del Sud (4) - Costa Rica (2) - Estats Units (5) | - Filipines (4) - França (4) - Irlanda (1) - Itàlia (2) - Japó (4) - Malàisia (1) - Mexico (3) - Països Baixos (4) - Panamà (1) | - Portugal (1) - Regne Unit (4) - República de la Xina (4) - Suïssa (1) - Tailàndia (3) - Tunísia (1) - Unió Soviètica (3) - Veneçuela (1) - Vietnam (3) |

## Resum de medalles
| Prova          | Or                | Argent           | Bronze               |
| – 68 kg        | Takehide Nakatani | Eric Hänni       | Ārons Bogoļubovs     |
| – 68 kg        | Takehide Nakatani | Eric Hänni       | Oleg Stepanov        |
| – 80 kg        | Isao Okano        | Wolfgang Hofmann | James Bregman        |
| – 80 kg        | Isao Okano        | Wolfgang Hofmann | Kim Ui-Tae           |
| + 80 kg        | Isao Inokuma      | Doug Rogers      | Parnaoz Chikviladze  |
| + 80 kg        | Isao Inokuma      | Doug Rogers      | Anzor Kiknadze       |
| Categoria Open | Anton Geesink     | Akio Kaminaga    | Theodore Boronovskis |
| Categoria Open | Anton Geesink     | Akio Kaminaga    | Klaus Glahn          |

## Medaller
| Posició | País           | Or | Argent | Bronze | Total |
| 1       | Japó           | 3  | 1      | 0      | 4     |
| 2       | Països Baixos  | 1  | 0      | 0      | 1     |
| 3       | Alemanya       | 0  | 1      | 1      | 2     |
| 4       | Canadà         | 0  | 1      | 0      | 1     |
| 4       | Suïssa         | 0  | 1      | 0      | 1     |
| 6       | Unió Soviètica | 0  | 0      | 4      | 4     |
| 7       | Austràlia      | 0  | 0      | 1      | 1     |
| 7       | Corea del Sud  | 0  | 0      | 1      | 1     |
| 7       | Estats Units   | 0  | 0      | 1      | 1     |